# Callinicus vittatus
Callinicus vittatus là một loài ruồi trong họ Asilidae. Callinicus vittatus được Wilcox miêu tả năm 1936. Loài này phân bố ở vùng Tân Bắc giới.